# Sami Abdull Rahman
Sami Abdull Rahman (20 mars 1932–1 februari 2004) arbetade inom det kurdiska partiet Kurdistans demokratiska parti (KDP) i södra Kurdistan i flera decennier. Han var vice premiärminister för Kurdistans regionala regering (KRG). Han skapade ett eget parti som hette Partiya Gel, men lade ner det och gick med i KDP.
Han dog tillsammans med sin äldste son Salah i terrorattacken i Erbil, där cirka 100 personer miste livet. Diplomaten Bayan Sami Abdul Rahman (f. 1965) är hans dotter.
Sami Abdulrahman-parken (Parka Samî Ebdulrehman) i Erbil är uppkallad efter honom.